# Капустин, Сергей (футболист, 1998)
Серге́й Капу́стин (род. 6 марта 1998, Нарва, Ида-Вирумаа) — российский футболист, защитник и полузащитник.
Воспитанник клуба «Транс» с шести лет. В главной команде с 2016 года. В чемпионате Эстонии дебютировал 18 марта 2016 года в домашнем матче четвёртого тура с таллинской «Левадией» — вышел на замену на 90+5 минуте, этот матч остался единственным в сезоне за первую команду клуба.